# Andreas Rudolph (Baumeister)
Andreas Rudolph, auch Rudolphi, Rudolf oder Rudolff, (* 16. Oktober 1601 in Magdeburg; † 14. Dezember 1679 in Gotha) war ein deutscher Architekt, Bibliothekar und Mathematiker.

## Biographie
Andreas Rudolph war der Sohn des Magdeburger Stadtbaumeisters Michael Rudolph (* Niederschlema; † 1631 Magdeburg) und dessen Frau Margaretha Schenck († 26. April 1631 in Magdeburg).

### Ausbildung
Er wuchs in einem streng evangelischen Elternhaus auf und wurde zunächst, bedingt durch häufige Erkrankungen, durch Hauslehrer unterrichtet und besuchte dann eine örtliche Schule. Durch den Vater entsprechend gefördert interessierte er sich für Mathematik. Nach dem ab etwa 1621 erfolgten Besuch der Universität in Helmstedt für etwa anderthalb Jahre setzte er sein Mathematik-Studium 1623 an der Universität Leiden (Holland) fort. Dort lernte er gemeinsam mit Otto von Guericke. In dieser Zeit besichtigte er mehrere holländische Festungen, so Bergen-op-Zoom. Er floh 1624 vor der Pest in Leiden nach Frankreich und besuchte auch London. In Paris erkrankte er wie sein Reisebegleiter Otto von Guericke an einem Fieber. Die beabsichtigte Wanderung nach Italien wurde daher nicht durchgeführt. Er kehrte am 30. November 1624 nach Magdeburg zurück. 1625 brach auch in Magdeburg die Pest aus, woraufhin er mit seinen Eltern auf das Land zog. Bereits zum Winter 1625 kehrte er jedoch zurück nach Magdeburg, da Truppen Wallensteins in die Gebiete des Erzstifts Magdeburg einrückten und er seinen Vater beim Bau der Magdeburger Festungsanlagen unterstützte.

### Tätigkeit in Magdeburg
Am 10. Juni 1627 heiratete er Anna Hackenberg († 31. Dezember 1670 Gotha), Tochter des Magdeburger Kämmerers Andreas Hackenberg in Magdeburg. Aus der Ehe gingen letztlich drei Töchter und drei Söhne hervor. Nach achtmonatiger Belagerung wurde die Stadt am 10. Mai 1631 durch General Tilly eingenommen, geplündert und zerstört. Bei diesen als Magdeburger Hochzeit bekannt gewordenen Kämpfen kamen auch die Eltern und die zweite Tochter Rudolphs um. Er selbst wurde mit seiner Frau und seinem ältesten, zweijährigem Kind gefangen genommen und in das Lager Tillys bei Fermersleben gebracht. Bei der Plünderung seines Hauses fand man Bauunterlagen der Magdeburger Befestigungsanlagen. Man befahl ihm einen im Keller des Gebäudes gefundenen Riss der Festung für General Graf Wolf von Mansfeld ins Reine zu übertragen. Dies verbesserte Rudolphs Lage. Er blieb zunächst als Ingenieur bei von Mansfeld und unterrichtete dann Oberstleutnant von Mendik im Befestigungsbau, wofür er eine beachtliche Entlohnung erhielt. Trotzdem wollte der protestantische Rudolph seinen Dienst bei den kaiserlich-katholischen Truppen möglichst bald beenden und bat nach der für Tilly im September 1631 verlorengegangenen Schlacht bei Breitenfeld um seine Entlassung, um mit seiner Familie zu Verwandten nach Hamburg zu ziehen. Trotz anfänglicher Zusage wurde ihm der Abschied dann jedoch verweigert. Er floh daraufhin mit Hilfe eines Magdeburgers ohne Einwilligung elbabwärts und gelangte so nach Hamburg.

### Dienst bei Herzog Wilhelm von Sachsen als Baumeister
Ab 1632 arbeitete er als Ingenieur bei Herzog Wilhelm von Sachsen in Erfurt, der in schwedischen Diensten stand. Er begleitete den Herzog auf dessen Feldzug in das Eichsfeld. Zu seinen Aufgaben gehörte die Erarbeitung eines Plans zur Befestigung Göttingens inklusive der Errichtung von Außenanlagen. Der Plan wurde jedoch nicht umgesetzt, der Herzog zog zügig nach Donauwörth, das von den Schweden bereits eingenommen worden war. Hier wurden nach Plänen Rudolphs Verschanzungen um die Stadt angelegt. Diese sollten den in Richtung Lech angreifenden Schweden im Falle eines Rückzuges dienen. Auf einem sich anschließenden Marsch in Richtung Augsburg erkrankte Rudolph. Er gelangte erst später wieder zu den schwedischen Truppen, als diese sich vor München befanden. Rudolph steckte hier das Lager ab. Er erhielt dann die Erlaubnis, seine in Hamburg zurückgebliebene Frau und sein Kind nach Erfurt zu holen. Er selbst begab sich im Gefolge des Herzogs nach Erfurt zurück. Auf dem Weg dorthin übernahm er die Leitung der Schanz- und Lagerarbeiten in Schweinfurt und Windsheim. Bald wurde der Herzog und mit ihm auch Rudolph nach Nürnberg beordert, wo der schwedische König Gustav Adolph sich mit seinen Truppen befand. Eigentlich sollte Rudolph mit dem König nach Sachsen gehen. Aufgrund einer unterwegs erfolgten Erkrankung kam Rudolph jedoch zur Pflege nach Erfurt. Seine Genesung dauerte bis nach der am 6. November 1632 erfolgten Schlacht bei Lützen an. Rudolph nahm dann seinen Dienst wieder auf und nahm an der letztlich gescheiterten Belagerung von Kronach teil. Später wurde er mit der Befestigung von Duderstadt und von Gleichenstein beauftragt. Die am Oberen Tor von Duderstadt begonnenen Arbeiten mussten jedoch aufgegeben werden, da Braunschweig hiergegen Einspruch einlegte.

### Bibliothekar und Baumeister in Gotha
Nach dem Prager Frieden bat Rudolph um seine Entlassung. Er plante nach Magdeburg zurückzukehren und sich beim Herzog Georg von Braunschweig in Hannover zu bewerben, nahm dann jedoch 1636 ein Angebot vom Bruder des Herzogs, Ernst dem Frommen, dem späteren Herzog von Sachsen-Gotha-Altenburg, als Kammerdiener und späterer Bibliothekar an, was ihm die Möglichkeit gab wieder gemeinsam mit seiner Familie zu leben. Das Angebot umfasste ein jährliches Einkommen von 80 fl. sowie 15 Scheffel Korn, 10 Scheffel Gerste und 5 Klafter Holz. Darüber hinaus erhielt er freie Wohnung und freien Tisch beim Hof.
Zunächst nur als Kammerdiener tätig, wurden ihm bald der Aufbau und die Leitung der herzoglichen Bibliothek in Gotha übertragen, die er bis 1665 leitete.
Als 1640 Herzog Ernst den Neubau des Residenzschlosses Friedenstein an der Stelle der 1567 geschleiften Burg Grimmenstein in Gotha plante, arbeitete Andreas Rudolph 1641 einen Entwurf aus. Ein dazu angefertigtes Holzmodell ist noch erhalten. Es zeigt eine dreigeschossige Vierflügelanlage, deren Eckrisalite den spitzwinkligen Grundriss von Bastionen haben. Der Innenhof ist von Arkadengängen umgeben und der Dachbereich mit Zwerchhäusern mit Volutengiebeln gestaltet. Die Architektur lehnt sich noch stark an die Formensprache der deutschen Renaissance an. Rudolphs Entwurf war zuerst zur Ausführung vorgesehen, doch als 1643 schon mit den Fundamentarbeiten begonnen wurde, ließ Herzog Ernst nach einem Besuch in Weimar und Erfurt Alternativentwürfe von anderen Architekten anfertigen. Er entschied sich schließlich für den frühbarocken, auf französische Vorbilder zurückgehenden Entwurf des Erfurter Baumeisters Casper Vogell. Somit blieb Rudolphs Entwurf zu seiner Enttäuschung unrealisiert, aber er fungierte neben Casper Vogell weiterhin als Bauleiter für den Schlossneubau, der 1654 abgeschlossen wurde. Anschließend plante und beaufsichtigte Rudolph den Bau der das Schloss umgebenden Festung, deren Kasematten heute noch teilweise erhalten sind. 1663 wurde unter seiner Leitung die Stadt durch Wall und Graben gesichert.
Nach dem großen Stadtbrand Gothas 1665 erfolgte der Neuaufbau des Rathauses unter seiner Leitung. Noch heute ist das Rathaus Sitz der Stadtverwaltung in Gotha. 1675 wurde die Erneuerung der baufälligen Augustinerkirche durch ihn vorgenommen. Die vollständig mit Schiefer verkleidete Kirche St. Trinitatis in Großbreitenbach entstand von 1679 bis 1690 nach Plänen von Andreas Rudolphi und ist die größte Fachwerkkirche Thüringens.
Am 14. Dezember 1679 starb Andreas Rudolphi nach längerer Krankheit in Gotha und wurde am 18. Dezember 1679 auf Friedhof I (auch Alter Gottesacker genannt) zwischen Werderstraße (heute Bohnstedtstraße) und Eisenacher Straße bestattet. Sein Grabstein verschwand bei der Einebnung des Friedhofes im Jahre 1904.